# Kies

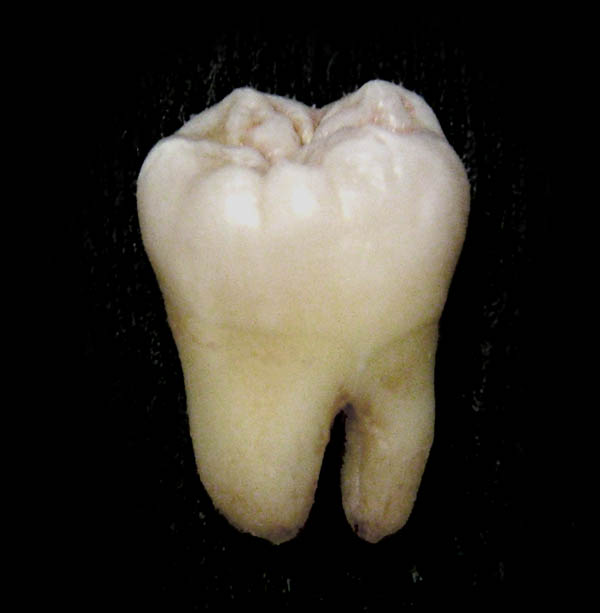
Een verstandskies uit de onderkaak

Een kies is een vrij grote tand die achter in de mond staat.

## Soorten
De volgende soorten kiezen kunnen worden onderscheiden:
- premolaren of valse kiezen (niet altijd tot de kiezen gerekend)
- molaren of echte kiezen
- verstandskiezen of derde molaren, in Vlaanderen wijsheidstand
- melkkiezen of melkmolaren

Volwassenen hebben normaal 20 kiezen, de premolaren meegerekend. De verstandskiezen verschijnen echter lang niet bij iedereen, waardoor veel mensen slechts 16 kiezen hebben. Natuurlijk kan het ook zijn dat er verschillende kiezen getrokken zijn, dit gebeurt onder andere als de kies rot is, of als er te weinig ruimte in de mond is. Dit probleem kan worden verholpen in combinatie met een beugel.

## Functie
Kiezen vermalen het voedsel met een roterende beweging. Om deze functie te vervullen hebben ze in mesiodistale (voorachterwaartse) richting een dubbele knobbelstructuur. Als een kies vaak gebruikt wordt zullen de knobbels langzaam vlakker worden. Een kies van zoogdieren zit in de kaak vast door een wortel. Het deel van de kies dat boven de kaak uitsteekt is de kroon. De kroon wordt beschermd door het harde glazuur. Binnen in het tandbeen zit een holte die gevuld is met bloedvaten en zenuwen.

## Aandoeningen
Kiezen zijn gevoelig voor warmte, kou en beschadiging. Als men cariës (een gaatje) heeft, voelt men dat via de pijnreceptoren.